# 秃童
秃童指源平合战时期，平氏统治京城期间使用的告密组织，其成员都是剪着露出额头的整齐短发的少年，故名。
这些少年往来城市街道，出入人家大院，随时汇报反对批评平家或意图对平家不利的人。很多公卿平民因此被治罪被杀。